# Euklidisk geometri
Euklidisk geometri er den klassiske geometri, hvor Euklids postulater, som er opstillet af den græske matematiker Euklid, er gældende. 
Euklid skrev omkring 300 f.Kr. sin bog Elementer, hvori han opstillede disse fem postulater og en lang række af sætninger og konstruktioner udledt af disse.
De giver os en 'intuitiv' – syntetisk geometri med plane flader, hvor konstruktioner kan foretages ved brug af passer og lineal.